# Avril 1872

## Événements
- L’organisation révolutionnaire intérieure bulgare, réunie à Bucarest, adopte son programme de lutte : « libérer la Bulgarie par une révolution morale et par les armes »;
- Élections législatives anticipées en Espagne, qui ouvrent une crise politique : convaincu de fraude, Sagasta doit démissionner et céder la place à Serrano le 26 mai, puis à Ruis Zorilla le 13 juin.

- 5 avril : création d’un système d’éducation nationale au Japon. Enseignement primaire obligatoire pour les enfants des deux sexes. Les contrats de travail asservissants sont officiellement supprimés.
- 6 avril : Elmina est cédée au Royaume-Uni par les néerlandais.
- 15 avril : un ouragan dévaste Zanzibar. Le prix des clous de girofle augmente brutalement.
- 21 avril, Espagne : début de la Troisième guerre carliste (fin en 1876) : soulèvement de provinces du nord conduit par Charles VII, duc de Madrid (1848-1909), petit-fils de don Carlos, qui se proclame roi le 2 mai.
- 24 avril, France : une commission parlementaire est chargée d’une enquête sur les conditions de travail[1].

## Naissances
- 9 avril : Léon Blum, homme politique français († 30 mars 1950).
- 25 avril : Joseph Oberthur, peintre, dessinateur et écrivain français († 5 octobre 1956).